# Louis André Marion de Faverges
Louis André Marion de Faverges est un homme politique français né le 11 juin 1796 à Grenoble (Isère) et décédé le 1er février 1867 à Grenoble.
Conseiller à la cour d'appel de Grenoble, il est député de l'Isère de 1839 à 1849, siégeant au centre gauche sous la Monarchie de Juillet, puis à droite sous la Deuxième République. Il est président de chambre à la cour d'appel de Grenoble sous le Second Empire.

## Sources
- « Louis André Marion de Faverges », dans Adolphe Robert et Gaston Cougny, Dictionnaire des parlementaires français, Edgar Bourloton, 1889-1891 [détail de l’édition]